# More (Tamia)
More è il terzo album in studio della cantante canadese Tamia, pubblicato nel 2004.

## Tracce
1. On My Way (featuring Red Cafe) – 3:24
2. More (featuring Freck The Billionaire) – 4:03
3. Officially Missing You – 4:01
4. Still – 4:27
5. Questions – 3:26
6. Whispers – 4:16
7. I'm Yours Lately – 2:46
8. Into You (Fabolous featuring Tamia) – 4:54
9. Smile – 5:11
10. Poetry – 4:30
11. Mr. Cool (featuring Mario Winans) – 3:29
12. (They Long to Be) Close to You (featuring Gerald Levert) – 5:22
13. Why Ask Why – 3:36
14. Tomorrow – 4:39